# محمدحسن ذوالفقاری‌نژاد
محمدحسن ذوالفقاری‌نژاد معروف به «عمو ذوالفقاری»، ملقب به پدر بسکتبال ایران است.

## زندگی‌نامه
او بسکتبال را از بندر انزلی شروع و در باشگاه شاهین تهران ادامه داد، مربی او در تهران مهندس علی مقدسیان رئیس اسبق فدراسیون بسکتبال جمهوری اسلامی ایران بود. محمدحسن ذوالفقاری نژاد بازیکنی قابل و توانا بود که با وجود بازیکنان تهرانی که در آن موقع تقریباً شاکلهٔ اصلی تیم ملی را شکل می‌دادند به عنوان بازیکن تیم ملی انتخاب شد و مورد نظر مربی تیم ملی قرار گرفت.
به خاطر داشتن شغل معلمی خیلی زود به جرگه مربیگری پیوست و در دوران مربیگری خود فرد موفقی بود و عناوین زیادی در مسابقات باشگاهی تهران در رده‌های جوانان و بزرگسالان بدست آورد.
او مدرک بین‌المللی بسکتبال از کشور ایتالیا گرفته است و دارای مدرک مربیگری شنا، مدرک ناجیگری درجه یک و دارای مدرک بین‌المللی داوری بسکتبال است

### شاگردان
وی اولین مربی تیم ملی جمهوری اسلامی ایران در مسابقات قهرمانی آسیا در هندوستان بعد از انقلاب بود و پس از آن چند دوره به عنوان سرپرست تیم تهران در قهرمانی کشور حضور داشت که تمامی آنها با قهرمانی تهران همراه بوده است.
وی بازیکنان و مربیان بزرگی را به جامعه بسکتبال معرفی نماید از جمله آنها:
عباس حیدری که یکی از بازیکنان خوب تیم ملی ایران بوده است.
رضا نوری که بخشی از بسکتبال خود را مدیون این فرد دانسته است.
عباس مرشدی که از بازیکنان بنام تیم ملی، کاپیتان تیم ملی و همچنین مربی تیمهای ملی بزرگسالان، امید، و جوانان ایران بوده است.
علی شکوری که سالها برای بسکتبال ایران زحمت کشیده و بازیکن تیم ملی ارتش و مربی تیم ملی ارتش نیز بوده است.
مصطفی هاشمی که سالها بازیکن تیم ملی، کاپیتان تیم ملی مربی تیم ملی و یکی از مربیان بنام ایران نیز می‌باشد.
مجید کرمعلی ناظر که همیشه یکی از بهترین بازیکنان تهران بوده و در تیمهای منتخب تهران در قهرمانی کشور حضور داشته است.
دکتر محمد رضاعلی که از مدعوین تیم ملی بوده و در بخش اجرایی نیز موفق بوده است.
علی پناهی، حسن حق‌شناس، علی علیزاده، اکبر علیزاده، قاسم خراسانان که بازیکن تیم ملی جوانان ایران بوده است.
مصطفی قره گوزلو از بازیکنان تیم ملی جوانان، مجید پاشا مقدم که به رحمت الهی رفته‌اند از بازیکنان ایشان بوده‌اند که در تیم ملی جوانان و بزرگسالان ایران عضویت داشتند.
احمد نوروزی از مربیان زحمتکش است که در رده‌های مختلف ملی نیز حضور داشته است.
از دیگر شاگردان وی می‌توان به نام‌هایی چون محمد شریف‌نیا، همایون بکتاش، جهانگیر پاینده مهر، حسن نگهداری، علی صالحی، مجید پاشا مقدم، حسین لطیفی، حسین نیک نفس، حسین لطفی، حبیب بادامی، عباس حیدری خسرو رضایی، رضا نوری، بیژن فرهانیه، فخرالدین حمزه علیپور، محمد علی حمزه علیپور اشاره کرد که همه آنها در زمان خود افتخارات زیادی را کسب کردند.

### داوری بسکتبال
او یکی از بهترین داوران بسکتبال ایران بوده و در زمان خود شاید تنها داور ایرانی بوده که از طرف کنفدراسیون داوری آسیا جهت قضاوت بازیهای آسیایی دعوت شده بودند ایشان در زمره داوری یکی از بهترین داوران تاریخ بسکتبال ایران بوده‌اند.

## سایر رشته‌های ورزشی
ایشان مدت ۳۰ سال مربی و ناجی در زمینه شنا نیز بوده است و در این بخش خدمات شایانی انجام داده است.
وی قبل از اینکه به بسکتبال روی آورد یکی از قهرمانان دو و میدانی انزلی نیز بوده‌اند و در دوهای ۱۰۰ ،۲۰۰ و۴۰۰ متر مقامهایی داشته است.

## درگذشت
وی در تاریخ بیست و نهم، خردادماه، سال هزار و سیصد و نود و دو دیده از جهان فروبست.